# Sailor Moon S
Sailor Moon S (jap. 美少女戦士セーラームーンS Bishōjo Senshi Sērā Mūn Sūpā) – japoński serial anime z cyklu Czarodziejka z Księżyca. Seria składa się z 38 odcinków (90-127). Anime jest na podstawie mangi Naoko Takeuchi i zostało wyemitowane w 1994 roku. W mandze cała historia została opowiedziana w tomach od siódmego do jedenastego. Powstał także film pełnometrażowy – Sailor Moon S: The Movie.
W 1995 roku, w 17. Anime Grand Prix, organizowanym przez magazyn Animage, trzecia seria Czarodziejki zajęła drugie miejsce w kategorii: najlepsze anime.

## Fabuła
W trzeciej części pojawiają się dwie nowe czarodziejki Sailor Uranus i Sailor Neptune. Poszukują posiadaczy trzech talizmanów, które są zaklęte w kryształach czystych, ludzkich serc. Główni przeciwnicy drużyny Czarodziejek – Bractwo Śmierci, także poszukuje talizmanów, aby przebudzić Mesjasza Ciszy, który będzie zdolny sprowadzić na Ziemię mistrza Pharaoh 90. Po zdobyciu trzech kryształów i stworzeniu Świętego Graala (któremu towarzyszyła nowa przemiana Sailor Moon), nowe czarodziejki postanowiły odszukać Mesjasza, który będzie zdolny zapobiec planom Bractwa Śmierci.

## Postacie

### Hotaru Tomoe
Hotaru Tomoe (jap. 土萠 ほたる Tomoe Hotaru) – przyjaciółka Chibiusy, która po raz pierwszy pojawia się w 111 odcinku i 24 akcie mangi. Pojawia się krótko po utworzeniu się Świętego Graala. Jedną z jej form jest Mistress 9 (jap. ミストレス9 Misutoresu 9), która czasami przejmuje nad nią kontrolę, usiłując zdobyć kryształy czystych serc, konieczne do całkowitego przebudzenia. Okazuje się ona także być Sailor Saturn – wojowniczką zniszczenia, której udaje się pokonać mistrza Pharaoh 90.

### Bractwo Śmierci
- Pharaoh 90 (jap. ファラオ９０ Farao 90) – bliżej nieokreślona forma zła, pochodząca z galaktyki Tau[7]. Jego celem jest zaprowadzenie Świata Wielkiej Ciszy[8]. Cztery lata przed akcją anime, w laboratorium naukowym wybuchł pożar, w wyniku którego zginęła rodzina profesora Tomoe. Wówczas Pharaoh 90, zaproponował mu, że przywróci do życia Hotaru, jeśli pozwoli mu przejąć ich ciała[6]. Pharaoh 90 został zniszczony przez Sailor Saturn[9]. Jest jedną z form Chaosu[10].
- Sōichi Tomoe (jap. 土萠・創一 Tomoe Sô'ichi) – profesor i przywódca Bractwa Śmierci, a także ojciec Hotaru. Cztery lata przed akcją anime, w jego laboratorium nastąpiła eksplozja, podczas której jego córka została śmiertelnie ranna. Aby uratować swoją córkę zawarł pakt z Pharaoh 90, który zażądał w zamian kontrolę nad ich ciałami. Wówczas został przejęty przez Germatoida i rozpoczął poszukiwanie kryształów czystych serc, do czego używa dajmonów[6]. Pod koniec wojny Germatoid zostaje pokonany przez Sailor Uranus i Sailor Neptune, co przywraca profesorowi władzę nad sobą[11]. Po zniszczeniu Pharaoh 90, traci większość wspomnień i opiekuje się swoją ocaloną córką, do momentu w którym Setsuna Meiō nie przejmuje nad nią pieczy[12]. W mandze zostaje zabity przez Sailor Moon.
- Kaolinite (jap. カオリナイト Kaorinaito) (od minerału kaolinitu) – prawa ręka profesora Tomoe, jego asystentka i pokojówka. Ponadto lideruje Domowi Pięciu Wiedźm. Ma długie czerwone włosy, które służą jej do atakowania przeciwników. Jej misją jest zdobycie trzech talizmanów, w celu stworzenia z nich Świętego Graala. Ginie, z ręki Sailor Uranus[13], jednak zostaje przywrócona do życia przez profesora Tomoe jako jego asystentka Kaori[14]. Jest zakochana w profesorze i pod wpływem uczucia do niego ponownie zmienia się w Kaolinite. To ona znajduje najczystsze serce dla Mesjasza Ciszy – serce Chibiusy. W tym samym momencie zabija ją Mistress 9, która uznała, że Kaolinite jest już niepotrzebna[15]. W mandze ginie z ręki Sailor Moon.
- Eudial (jap. ユージアル Yūjiaru) (od minerału eudialitu) – jedna z członkiń Domku Pięciu Wiedźm, zastępuje Kaolinite po jej śmierci. W cywilu używa imienia Yuuko Arimura[16]. Do szukania talizmanów używa swojego komputera. Podczas jednej z potyczek poznaje prawdziwe tożsamości wszystkich wojowniczek[17]. To właśnie ona odkrywa, że posiadaczkami talizmanów są Sailor Uranus i Sailor Neptune[18]. Po zdobyciu ostatniego talizmanu (od Sailor Pluto), udaje się stworzyć Świętego Graala. Po nieudanej próbie zdobycia go, Eudial w pośpiechu ucieka samochodem, który okazuje się być uszkodzony przez Mimete, w wyniku czego dochodzi do wypadku i ginie[4]. W mandze jest dajmonem i ginie z ręki Sailor Moon.
- Mimete (jap. ミメット Mimetto) (od minerału mimetezytu) – jedna z członkiń Domku Pięciu Wiedźm, najbardziej dziecinna i nieodpowiedzialna. Ma krótkie, falowane blond włosy. Po stworzeniu Świętego Graala, jej zadaniem jest zdobywanie czystych serc dla Mistress 9[19]. Jako swoje ofiary wybiera znanych i podobających się jej mężczyzn. W cywilu używa imienia Mimi Hanyuu[20]. Po licznych porażkach jakie poniosła, profesor Tomoe przekazuje jej obowiązki Tellu. Mimette nie godzi się na to i postanawia wykorzystać jeden z wynalazków Eudial – maszynę, dzięki której można wejść do wirtualnego świata. Gdy próbuje jej użyć przeciwko czarodziejkom, zjawia się Tellu, która wyłącza maszynę, jednocześnie zabijając Mimete[18]. W mandze jest dajmonem i ginie z ręki Sailor Uranus.
- Tellu (jap. (テルル Teruru) (od minerału tellurytu) – jedna z członkiń Domku Pięciu Wiedźm, która przejmuje obowiązki Mimete, po jej niepowodzeniach. Ma zielone włosy spięte w koki. Podobnie jak poprzedniczka, jej obowiązkiem jest zdobywanie czystych serc dla Mistress 9. Jej prawdziwe imię to Lulu Teruno[21]. Zamierza to uczynić przy pomocy wyhodowanych przez siebie roślin sprzedawanych w otwartej przez nią kwiaciarni. Podczas walki z Sailor Moon, Sailor Pluto, Sailor Chibi Moon i Tuxedo Mask udało jej się uzyskać sporą przewagę nad przeciwnikami. Jej taktyka obraca się jednak przeciw niej, gdyż ginie po ataku jej własnego zmutowanego kwiatu, który uznał ją za cel[22]. W mandze jest dajmonem i ginie z ręki Sailor Pluto.
- Viluy (jap. ビリユイ Biriyui) (od minerału wiłuitu) – jedna z członkiń Domku Pięciu Wiedźm. Ukrywa się pod imieniem Yui Bidou, jako uczennica szkoły Mugen[16]. Ma długie srebrne włosy. Jest najinteligentniejsza z wszystkich wiedźm. Jej obowiązkiem także jest zdobywanie czystych serc dla Mistress 9, czego zamierzała dokonać za pomocą podległych jej nanobotów. Podobnie jak w przypadku Tellu, jej taktyka obraca się jednak przeciw niej, gdyż ginie po ataku własnych nanobotów, które uznały ją za cel, po tym jak Sailor Moon uszkodziła bransoletę którą Viluy je kontrolowała[23]. W mandze jest dajmonem i ginie z ręki Sailor Uranus.
- Cyprine (jap. シプリン Shipurin) (od minerału cyprynu) i Ptilol (jap. プチロル Puchiroru) (od minerału klinoptylolitu) – duet członkiń Domku Pięciu Wiedźm. Cyprine ma niebieskie włosy związane w warkocz, podobnie jak Ptilol, z tym że ta druga ma włosy koloru czerwonego. Ich zadaniem jest zniszczyć drużynę wojowniczek. Gdy obie są razem, potrafią odeprzeć niemal każdy atak. Podczas walki zostają rozdzielone przez Sailor Mars i Sailor Jupiter i, zdezorientowane mgłą utworzoną przez Sailor Mercury, zabijają siebie nawzajem[23]. W mandze obie są dajmonami i giną z ręki Sailor Moon[4].

## Obsada
- Czołówki:
  - "Moonlight Densetsu" – Moon Lips
- Czas trwania: 23 minuty
- Animator: Ikuko Ito
- Animator kluczu:
  - Hiroyuki Okuno (odcinek 125)
  - Hisashi Nakayama (odcinek 125)
- Słowa:
  - Kanako Oda (OP)
  - Naoko Takeuchi (ED2)
  - Rui Serizawa (ED1)
- Otwarzanie muzyki:
  - Seiichi Kyouda (ED1)
  - Yuzo Hayashi (OP, ED2)
- Producent: Iriya Azuma
- Śpiewają:
  - Aya Hisakawa (ED2)
  - Emi Shinohara (ED2)
  - Kotono Mitsuishi (ED2)
  - Michie Tomizawa (ED2)
  - Moon Lips (OP)
  - Peach Hips (ED2)
  - Rika Fukami (ED2)
  - Yoko Ishida (ED1)

## Dubbing japoński
Lista dubbingowanych postaci:
- Kotono Mitsuishi jako Usagi Tsukino / Sailor Moon
- Kae Araki jako Chibiusa / Sailor Chibi Moon
- Aya Hisakawa jako Ami Mizuno / Sailor Mercury
- Emi Shinohara jako Makoto Kino / Sailor Jupiter
- Michie Tomizawa jako Rei Hino / Sailor Mars
- Rika Fukami jako Minako Aino / Sailor Venus
- Tôru Furuya jako Mamoru Chiba / Tuxedo Kamen
- Keiko Han jako Luna
- Yasuhiro Takato jako Artemis
- Megumi Ogata jako Haruka Tenō / Sailor Uranus
- Masako Katsuki jako Michiru Kaiō / Sailor Neptune
- Chiyoko Kawashima jako Setsuna Meiō / Sailor Pluto
- Yūko Minaguchi jako Hotaru Tomoe / Sailor Saturn